# 安宅敬祐
安宅 敬祐（あたか けいすけ、1942年（昭和17年）1月28日 - 2020年（令和2年）8月29日）は、日本の政治家。岡山県岡山市長（第29・30代）。

## 人物
- 岡山県岡山市出身
- 岡山県立岡山操山高等学校、東京大学法学部卒業。
- 市長在任中、福祉各分野のインフラ整備やサービス拡充など、岡山市における福祉の発展に特に力を注いでいた。
- 初当選時の市長選挙では当時岡山操車場跡地に計画されていたチボリ公園計画からの撤退を公約し、当選後チボリ公園プロジェクトから岡山市を撤退させた。
- 公約に、「2010年までに、岡山市の政令指定都市移行を目指す」と、市長として初めて政令市実現を公言した人物である。（実際は、2009年4月に別の市長の時に移行）
- 大学教員時代は、「自分の教えている大学から政治家が出てほしい」と語っていた。安宅が岡山大学で教鞭をとっていたときは、五島正規が岡山大学出身の政治家だった。のちに、柚木道義が岡山大学出身で政治家となっている。

## 経歴
- 1965年 自治省（総務省の前身の1つ）に入省。その後、アメリカのハーバード・ロー・スクールを卒業。
- 1991年2月 第29代の市長選にて、社民連の推薦を受け当選し、岡山市長に就任（当時49歳で、昭和生まれでは初の岡山市長となる）。
- 1994年4月 保健所政令市の移行を実現。
- 1995年2月 第30代の市長選にて、再選。2期目を務める。
- 1996年4月 岡山市など12市が全国で初となる、政令指定都市に準ずる制度「中核市」の移行を実現。
- 1996年 現在の4つの行政区の基礎となる、市域を6分割した総合支所構想を発表（しかし、実現には至らず）。
- 1999年2月 第31代の市長選にて、自民党・社民党推薦の萩原誠司が当選し敗れたため、市長職を退任。
- 1999年 その後、岡山大学法学部教授に就任し、2006年まで地方自治や租税法、財政学について教える。
- 2006年 岡山商科大学の教授に就任し、地方自治について教える。
- 2009年9月13日 岡山市長選に再び立候補するが、現職の高谷茂男に敗れ落選（6人中3位、40893票）。
- 2020年8月29日、多臓器不全のため、岡山市内の病院で死去[2][3][4]。78歳没。死没日をもって正五位叙位、旭日小綬章追贈[5]。